# 本特克里克 (北卡羅萊納州班康縣)
本特克里克（英語：Bent Creek）是位於美國北卡羅萊納州班康縣的普查規定居民點。

## 人口
根據2020年美國人口普查的數據，本特克里克的面積為5.74平方千米，當中陸地面積為5.72平方千米，而水域面積為0.02平方千米。當地共有人口1402人，而人口密度為每平方千米244.25人。